# Доменіко Монтроне
Доменіко Монтроне (італ. Domenico Montrone, нар. 1 травня 1986, Модуньо, Італія) — італійський веслувальник, бронзовий призер Олімпійських ігор 2016 року.

## Виступи на Олімпіадах
| Олімпіада           | Дисципліна | Місце |
| ------------------- | ---------- | ----- |
| Ріо-де-Жанейро 2016 | четвірки   | 3     |

## Зовнішні посилання
- Доменіко Монтроне — олімпійська статистика на сайті Sports-Reference.com (англ.) (архівна версія)
- Профіль [Архівовано 10 січня 2021 у Wayback Machine.] на сайті FISA.

1. ↑  Domenico Montrone